# 三角洲藍調

密西西比三角洲 (不要與在路易斯安那州的密西西比河三角洲混淆)

三角洲藍調（英語：Delta blues）是最早的藍調音樂風格之一。它起源於美國密西西比三角洲這個區域，北部從田納西州的孟菲斯到南部密西西比州的維克斯堡，西部
則從阿肯色州的海倫娜到東部的亞祖河。密西西比三角洲以其肥沃的土壤和貧窮而聞名。三角洲藍調被認為是鄉村藍調地區性的變體。吉他和口琴為主要的演奏樂器；滑音管吉他(通常用鋼棒吉他演奏)是其風格標誌。三角洲藍調中的聲樂風格，是從內心深處而表現出充滿激情和火熱。

## 起源
雖然在20世紀交替之前，三角洲藍調肯定就以某種形式存在，但它在20世紀20年代後期首次被錄製，當時唱片公司意識到潛在的非洲裔美國人“種族唱片”的市場。主要的唱片公司製作了最早期的唱片，主要是由單一個人唱歌和演奏樂器錄製而成。然而，現場表演比較常見於一群音樂家。目前的看法Freddie Spruell是第一位錄製三角洲藍調唱片的藝術家，他的“乳牛藍調”於1926年6月在芝加哥錄製。唱片公司的偵察隊人員對南部的實地考察做了一些早期錄音，一些音樂人被邀請前往北部城市進行錄音。根據1981年Dixon和Godrich的說法，在該公司第二次實地考察孟菲斯時，湯米·約翰遜和伊莎蒙·布雷斯的唱片由維克多唱片錄製，羅伯特·威爾金斯最早是由維克多唱片於1928年在孟菲斯記錄下來，大喬·威廉姆斯和加菲爾德·埃克斯通過不倫瑞克唱片和Vocalion唱片，也在1929年的孟菲斯錄製。
Son House於1930年首次在威斯康星州格拉夫頓的Paramount唱片錄製。1929年6月和1930年5月查利·帕頓也為格拉夫頓的Paramount唱片錄製歌曲，1934年1月和2月他還前往紐約市錄製唱片。羅伯·強生在美國唱片公司錄製了唯一的唱片，1936年在聖安東尼奧，1937年在達拉斯。
隨後，約翰·洛馬克斯和他的兒子阿倫·羅馬克斯廣泛記錄了早期的三角洲藍調(以及其他類型)，他們在美國南部錄製了普通人演唱和演奏的音樂，並幫助確立了我們今天知道的美國民間音樂流派，有數千人的錄音，現在入駐在史密森學會。根據1981年Dixon和Godrich以及1968年Leadbitter和Slaven的報導，艾倫·洛馬克斯和美國國會圖書館的研究人員紀錄，在1941年之前，沒有任何三角洲藍調的男人或女人錄製唱片，當時他在密西西比河鸕鶿湖附近錄製Son House和Willie Brown的唱片，而馬迪·沃特斯在密西西比州的斯托瓦爾。然而，這一說法有爭議，因為約翰·洛馬克斯和艾倫·洛馬克斯於1939年錄製Bukka White的唱片，1933年的萊德·貝特是最有可能另外錄製的人。

## 風格
学者们并不认为三角洲蓝调在音乐学上与其他地区的蓝调有什么实质性区别，基础的和声构成与其他蓝调风格并无二致。三角洲蓝调的突出特点在于其使用的乐器，在编曲时着重于旋律部分，还会用有点特殊的“细颈 （页面存档备份，存于）”滑棒吉他。很多三角洲蓝调演奏家并不是三角洲本地人，有的甚至会辗转于阿肯色州、路易斯安那州、得克萨斯州、田纳西州，他们在哪并不会妨碍他们玩出成熟的三角洲蓝调风格。例如出生在密西西比三角洲之外的Skip James （页面存档备份，存于）和Elmore Jamesare （页面存档备份，存于）。三角洲蓝调在之后由无数的蓝调艺人传往各州，蓬勃生长然后落地生根，汲取充足的当地文化之后继而衍生出无数不同的蓝调风格。

## 歌曲主题
三角洲蓝调的歌词内容通常十分朴实：以第一人称为基础，诉说爱、性、客居在外的忧愁，探讨罪恶，救赎还有死亡。许多蓝调音乐家都曾被囚禁在密西西比州立监狱 （页面存档备份，存于）（帕克曼农场），催生了Bukka White （页面存档备份，存于）的《帕克曼农场蓝调》还有《午夜特供》 （页面存档备份，存于）。

## 女性表演家
玛·蕾尼、贝茜·史密斯还有玛米·史密斯这些女性“大城市蓝调”表演家的事业在二十年代如日中天。这些女性表演家一般会与更出名的男性表演家有一些浪漫关系：

## 影响
三角洲布鲁斯先锋马迪·沃特斯、嚎狼、小沃尔特创造了一种芝加哥蓝调 （页面存档备份，存于），一种充满原始三角洲蓝调元素，但是大量运用电声乐器的风格。并在1950年代于芝加哥取代了由大乔·威廉姆斯创造的流行蓝调风格。
“英伦入侵”时期的英国乐队吸收了三角洲蓝调风格，作为噪音爵士乐的灵感来源之一。三角洲蓝调同时影响了英国蓝调，以及早期的硬搖滾和重金属音乐。

## 外部連結
- Trail of the Hellhound – Delta Blues in the lower Mississippi Valley（页面存档备份，存于）
- The Mississippi Delta Blues Society of Indianola
- "The Blues"（页面存档备份，存于）, documentary by Martin Scorsese, aired on PBS.